# بخش بریسویل (شهرستان ترامپول، اوهایو)
بخش بریسویل (به انگلیسی: Braceville Township) یک منطقهٔ مسکونی در ایالات متحده آمریکا است که در شهرستان ترامبل، اوهایو واقع شده‌است.
 بخش بریسویل ۶۰٫۴ کیلومتر مربع مساحت و ۲٬۸۸۷ نفر جمعیت دارد و ۲۷۴ متر بالاتر از سطح دریا واقع شده‌است.